# William King Hale
William King Hale (Contea di Hunt, 24 dicembre 1874 – Phoenix, 15 agosto 1962) è stato un assassino, politico e criminale statunitense, responsabile principale della strage degli Osage, una serie di crimini commessi negli anni ’20 contro membri della nazione Osage per impossessarsi delle loro ricchezze.
Hale accumulò una fortuna grazie all’allevamento di bestiame, omicidi su commissione e frodi assicurative, fino al suo arresto e condanna per omicidio.
Nato nella contea di Hunt, in Texas, iniziò a lavorare come cowboy in Texas e nei territori indiani, stabilendosi intorno al 1900 nell’area che sarebbe poi diventata la contea di Osage, in Oklahoma. Negli anni ’20 era ormai una figura influente e temuta nella zona. Fu in questo periodo che orchestrò una cospirazione criminale per eliminare la famiglia di Mollie Kyle, una donna Osage, al fine di appropriarsi dei loro headright, i diritti sui profitti derivanti dal petrolio presente nei territori Osage.
Hale fu condannato nel 1929 in un tribunale federale per aver ordinato l’omicidio di Henry Roan, uno dei membri della famiglia Kyle, e condannato all’ergastolo. Venne rilasciato sulla parola nel 1947 e morì in Arizona nel 1962.
La sua figura è centrale nel libro Gli assassini della terra rossa di David Grann (2017), e nella sua trasposizione cinematografica del 2023 diretta da Martin Scorsese, dove Hale è interpretato da Robert De Niro.

## I primi anni
William Hale nacque il 24 dicembre 1874 nella contea di Hunt, in Texas. Rimase orfano di madre a soli tre anni e iniziò a lavorare come cowboy all’età di sedici anni nel Texas occidentale. Due anni dopo, a diciotto anni, conduceva già mandrie nella riserva Kiowa-Comanche nel Territorio Indiano. All'inizio del XX secolo si stabilì nel territorio della Nazione Osage (allora Territorio dell’Oklahoma, oggi contea di Osage), dove nel 1900 fu raggiunto dalla moglie. I due vivevano in una tenda e allevavano bestiame. Nel 1905 si trasferì a Gray Horse, una cittadina Osage, per gestire un ranch e, nel 1907, in collaborazione con alcuni banchieri locali, acquistò la sua proprietà.
Sebbene fosse descritto come poco istruito, Hale costruì un'enorme ricchezza tramite frodi assicurative e commerci ingiusti con il popolo Osage. L'agente speciale Tom White, che guidò l'inchiesta dell’FBI su Hale, scrisse in un memo del 1932 indirizzato al direttore J. Edgar Hoover:
“Alla fine divenne un milionario che dominava la politica locale e sembrava intoccabile per i numerosi crimini commessi... Il suo metodo per ottenere potere e prestigio era... tramite regali e favori.”
Hale si autoproclamava "Re degli Osage", deteneva il controllo della banca di Fairfax, possedeva quote del negozio di alimentari e della agenzia funebre della città, e serviva anche come vice-sceriffo ausiliario. Inoltre, era proprietario di un ranch di oltre 2.000 ettari e ne affittava altri 18.000 da membri Osage.

## Omicidi
Hale e i suoi nipoti, Ernest e Byron Burkhart, misero in atto una cospirazione per assassinare diversi membri della Nazione Osage con lo scopo di impossessarsi degli headright (i diritti sulle ricchezze petrolifere) del territorio Osage. Il piano prese forma dopo che Ernest sposò Mollie Kyle, un'Osage di nascita.
- Maggio 1921: Hale assunse Kelsie Morrison per uccidere Anna Brown, sorella di Mollie. Morrison in seguito confessò l’omicidio, rivelando che Hale gli aveva offerto la cancellazione di un debito di 600 dollari come pagamento. Metà degli headright di Anna andarono alla madre, Lizzie Q, che morì esattamente sessanta giorni dopo. Gli altri eredi furono Mollie, Rita Smith e Grace Bigheart.[3]
- Poche settimane più tardi, un cugino, Charles Whitehorn, fu ucciso a colpi d’arma da fuoco.[5]

- Marzo 1922: Anna Sanford morì in circostanze sospette dopo aver sposato Tom McCoy, che in seguito si unì in matrimonio con la nipote di Hale.[3]
- Gennaio 1923: George Bigheart fu ricoverato d’urgenza a Oklahoma City dopo aver ingerito whiskey avvelenato. Hale ed Ernest lo accompagnarono all’ospedale, dove Bigheart chiese di vedere il suo avvocato William Vaughn. Il giorno seguente, Vaughn fu assassinato vicino ai binari della ferrovia a Pawhuska dopo aver incontrato Bigheart, che morì poco dopo.[3]
- Febbraio 1923: un altro cugino, Henry Roan, fu trovato morto con un colpo d’arma da fuoco nella propria auto.[5] Hale possedeva su di lui una polizza assicurativa da 25.000 dollari, eppure si fece passare come suo “grande amico” e addirittura partecipò al funerale come portatore di bara. Sarà proprio per questo omicidio che Hale verrà condannato nel 1929.[3]

- Marzo 1923: Rita Smith, suo marito e una domestica furono uccisi quando la loro casa fu fatta esplodere con una bomba. Gli headright di Rita passarono a Mollie.[3]
- In seguito, anche Mollie iniziò a manifestare sintomi da avvelenamento. Dopo essersi allontanata, si riprese e scoprì il tentato omicidio. Decise di divorziare da Ernest, e i loro figli ereditarono la sua fortuna.[5]

Secondo gli investigatori, il piano finale di Hale sarebbe stato quello di far assassinare anche Mollie, Ernest e i loro figli, in modo da diventare l’unico erede dell’intero patrimonio Kyle-Burkhart.

## Indagini
Hale era un segregazionista convinto e un membro influente del Partito Democratico nella contea di Osage. Aveva un forte controllo sul procuratore locale: durante la sua campagna elettorale, quest’ultimo cercò il sostegno di Hale, e una volta ottenuto, vinse in tutti i distretti elettorali attorno al ranch di Hale. Questa influenza permise a Hale di interferire fin dalle prime fasi nell’indagine sull’omicidio di Anna Brown, consultandosi con gli investigatori locali.
Quando il corpo di Henry Roan fu ritrovato in un burrone, Hale accompagnò personalmente il vice-sceriffo e il maresciallo per recuperarlo. Nel 1921, assunse anche un investigatore privato per “indagare” sugli omicidi. Più tardi, l’investigatore rivelò agli agenti federali che in realtà il suo incarico era di fabbricare prove e istruire testimoni per costruire un alibi a favore di Hale e dei suoi complici.
Un rapporto del Bureau of Investigation - precursore dell’FBI - arrivò alla conclusione che il capo della polizia di Ponca City, il capo della polizia di Fairfax, il procuratore della contea di Osage e l’agente locale degli Affari Indiani erano tutti sotto l’influenza di Hale, e quindi non affidabili per proseguire le indagini. A quel punto fu il Consiglio Tribale degli Osage a richiedere ufficialmente l’intervento del Bureau of Investigation, che inviò agenti sotto copertura. Le indagini inizialmente furono lente per mancanza di testimoni, finché non si fece avanti Dick Gregg, un ex membro della banda criminale di Al Spencer. Gregg rivelò che Hale aveva cercato di assoldare la banda per uccidere Rita e Bill Smith, ma Spencer rifiutò, dicendo che uccidere una donna “non era il suo stile”.
Gregg indicò altri membri (Al Spencer, Henry Grammer e Curley Johnson) come depositari di informazioni cruciali, ma tutti e tre erano già morti. Un ladro di casseforti legato a Grammer, Asa Kirby, fu indicato come il responsabile materiale dell’attentato esplosivo, ma venne ucciso prima che potesse essere interrogato, durante un presunto furto di gioielli fallito. Gli agenti sospettarono che Hale avesse orchestrato l’omicidio, informando sia Kirby che il proprietario del negozio di un falso carico di diamanti in arrivo. A questo punto, l’ipotesi che Hale stesse eliminando sistematicamente i testimoni prese corpo: si parlò anche di freni manomessi sull’auto di Grammer e veleno somministrato a Johnson. Alla fine, Burt Lawson, un detenuto nel carcere di McAlester (Oklahoma), confessò che Hale ed Ernest Burkhart gli avevano ordinato di piazzare l’esplosivo nella casa dei coniugi Smith.
I sospetti aumentarono quando Hale cercò di incassare la polizza sulla vita di Henry Roan. Dopo che la prima richiesta era stata respinta, ne presentò una seconda con una falsa dichiarazione di debito da parte di Roan per 25.000 dollari. Durante la visita medica necessaria per l’assicurazione, il medico gli chiese: “Bill, che farai, ammazzerai questo indiano?” E Hale rispose: “Certo che sì.”
Gli agenti notarono infine che l’ordine e le modalità degli omicidi sembravano studiati per massimizzare l’eredità di Mollie. Ad esempio, Anna Brown fu uccisa subito dopo il divorzio, così l’eredità sarebbe andata alla famiglia e non al marito; Rita e Bill Smith furono uccisi insieme con una bomba per attivare la clausola di morte simultanea prevista nel loro testamento.

## Arresto e processi

### L'arresto
Un mandato d’arresto per William King Hale e suo nipote Ernest Burkhart fu emesso il 4 gennaio 1926, in relazione agli omicidi di Bill e Rita Smith. Ernest venne arrestato subito, mentre Hale fece perdere le sue tracce. Secondo il giornalista David Grann, Hale si consegnò poco dopo, presentandosi con un’aria impeccabile.
Nonostante l’evidenza, Hale continuò a proclamarsi innocente. Gli agenti federali allora si concentrarono su Ernest, che alla fine crollò sotto pressione. La svolta arrivò quando fu messo a confronto con Blackie Thompson, un fuorilegge già detenuto per l’omicidio di un agente di polizia, che si dichiarò disposto a testimoniare che Ernest aveva cercato di ingaggiarlo per gli omicidi. Di fronte alla confessione del nipote, Hale continuò a negare ogni responsabilità. Il Dipartimento di Giustizia avrebbe voluto che Hale fosse processato in un tribunale federale, temendo che la sua influenza potesse condizionare i giudici statali dell’Oklahoma. Tuttavia, un giudice federale stabilì che l’omicidio era avvenuto su un terreno tribale non ceduto formalmente e quindi di competenza della giustizia statale. A difenderlo fu anche Sargent Prentiss Freeling, ex procuratore generale dell’Oklahoma.
Il processo venne quindi spostato in un tribunale statale, con la prima udienza fissata per il 12 marzo. Secondo Grann, in quell’occasione Hale recitò una poesia ai suoi sostenitori in aula:
"Non giudicare! Le nubi della colpa apparente possono offuscare la fama di tuo fratello, poiché il destino può gettare l’ombra del sospetto sul nome più brillante."
Durante il processo del 1926, Hale decise di vendere il suo ranch, che passò nelle mani delle famiglie Drummond e Mullendore. Col tempo, quelle terre vennero frazionate e cedute a piccoli allevatori, segnando la fine simbolica del suo impero nel cuore dell’Osage County.

### I processi
Nel luglio del 1926, William Hale fu processato insieme a John Ramsey per l'omicidio di Henry Roan presso il tribunale federale di Guthrie, in Oklahoma. Questo avvenne dopo che la Corte Suprema degli Stati Uniti, nel caso United States v. Ramsey (1926), stabilì che i tribunali federali avevano giurisdizione sulla vicenda. Nel frattempo, Ernest Burkhart era già stato condannato all'ergastolo dai tribunali dell'Oklahoma. La giuria iniziò le deliberazioni il 20 agosto e, dopo cinque giorni, il primo processo contro Hale e Ramsey si concluse con un nulla di fatto: la giuria non riuscì a raggiungere un verdetto unanime.
In seguito al primo processo, diversi testimoni furono incriminati, processati e condannati per aver accettato tangenti o per aver testimoniato sotto minaccia. Il secondo processo per Hale e Ramsey fu fissato per la fine di ottobre e trasferito a Oklahoma City. Durante questo nuovo procedimento, Ernest Burkhart testimoniò che Hale aveva pagato Ramsey con un'automobile Ford nuova e 500 dollari affinché uccidesse Roan. Hale negò ogni accusa, sostenendo di trovarsi a Fort Worth per una fiera del bestiame al momento dell'attentato alla casa della famiglia Smith, e dichiarò di non avere alcun motivo per desiderare la morte di Roan. Le deliberazioni della giuria iniziarono il 28 ottobre e, la mattina successiva, Hale e Ramsey furono entrambi riconosciuti colpevoli di omicidio di primo grado e condannati all'ergastolo. Hale presentò appello e fu sottoposto a un nuovo processo presso il tribunale federale di Guthrie, che si concluse nuovamente con una giuria spaccata.
Un ulteriore processo, stavolta a Oklahoma City, portò a una nuova condanna: 99 anni di carcere. Hale fece nuovamente ricorso presso la Corte d'Appello, che ordinò un altro nuovo processo. Il procedimento finale si svolse nel tribunale federale di Pawhuska, in Oklahoma.

## Condanna
Fu condannato il 29 ottobre 1929 dal tribunale federale per l’omicidio di Henry Roan e trasferito al penitenziario di Leavenworth, in Kansas. Ironia della sorte, il direttore della prigione durante la sua detenzione era Tom White, lo stesso uomo che aveva guidato le indagini sugli omicidi degli Osage.
Durante la prigionia, Hale lavorò sia nel reparto per malati di tubercolosi sia nella fattoria della prigione. Nel corso della sua detenzione non confessò mai gli omicidi, e un valutatore psicologico osservò che "ha ormai abbandonato qualsiasi sentimento di vergogna o pentimento che possa aver provato in passato".

## Morte
Condannato all’ergastolo, Hale ottenne la libertà condizionale il 31 luglio 1947. Durante una visita, alcuni parenti raccontarono che una volta avrebbe detto: “Se quel dannato Ernest avesse tenuto la bocca chiusa, oggi saremmo ricchi.”
Intorno al 1950 si trasferì a Phoenix, in Arizona, dove visse fino alla morte, avvenuta il 15 agosto 1962 in una casa di riposo. Fu sepolto a Wichita, nel Kansas.

## Nella cultura popolare
Nel libro Gli assassini della terra rossa del 2017, l’autore David Grann presenta Hale come la mente dietro una serie di omicidi, supportando l'accusa con prove dettagliate e approfondite.
Nell’adattamento cinematografico del 2023 diretto da Martin Scorsese, il ruolo di Hale è stato interpretato da Robert De Niro.